# Domaine de Rochevilaine
Le domaine de Rochevilaine est un Relais & Châteaux situé sur la pointe de Pen Lan à Billiers, dans le Morbihan, France. L'établissement obtint quatre étoiles de l'Atout France le 7 septembre 2011,.

## Historique
La pointe de Pen Lan située à l’embouchure de la Vilaine, est longtemps demeurée exempte de toute présence humaine. La construction, vers le XVIe siècle, d’un corps de garde destiné à la surveillance des côtes n'a guère entamé cette sérénité qui s'est prolongée jusqu’au XIXe siècle, date à laquelle sont apparus un phare et quelques maisons de vacances désertées à la veille de la Seconde Guerre mondiale.
Au lendemain du conflit, le site abandonné sert de décharge. L'industriel Henri Dresch, fondateur de la société Dresch Motors, armateur à Lancieux dans les Côtes d’Armor qui possède l'île Dumet, à quelques encablures de la côte de Billiers achète les lieux entre 1950 et 1955 et entame des travaux de remise en valeur. Il lui faut près de cinq années pour ôter les détritus et niveler les trous laissés par la guerre. En 1956, la maison de vacances du vicomte de Saint Belin est restaurée. Puis, il installe des chambres d’hôte et son complexe hôtelier se met alors peu à peu en place.
Dresch se lance dans un vaste projet où sa passion pour les vieilles pierres imprime sa marque. Les constructions s'enchaînent : manoir de l'Orient, logements pour le personnel, boutique de souvenirs, bâtiments annexes. En 1965, un projet vise à construire une nouvelle salle de restaurant et à reconstituer un manoir de style Renaissance. La première est rapidement achevée et offre une vue sur l’océan. Le second met plus de temps à être terminé car il faut démanteler le manoir de Lieuzel à Pleucadeuc, transporter ses pierres à Pen Lan et le reconstituer selon les servitudes du site.
D'autres manoirs de style néo-breton apparaissent : le manoir des Cardinaux, la closerie de la mine d'Or, puis le loft des Artistes vers 1973-1975. Un portail monumental provenant du manoir de Coët By à Guégon est remonté à l’entrée du complexe hôtelier qui s'est agrandi et auquel a été donné le nom de domaine de Rochevilaine.
À la mort d'Henri Dresch en 1978, le domaine de Rochevilaine est vendu à Pierre Le Corre, mais celui-ci dépose le bilan en 1986. Jean-Pierre Liégeois et quelques-unes de ses relations font l'acquisition de Rochevilaine. Médecin et propriétaire de cliniques, Liégeois a aussitôt pensé joindre à l'ensemble hôtelier un centre de soins de balnéothérapie et de remise en forme original. Ce projet, nommé Aqua Phénicia, voit le jour en 1995.
En 1997, Bertrand Jaquet arrive à Pen Lan.
Le chef est Maxime Nouail.

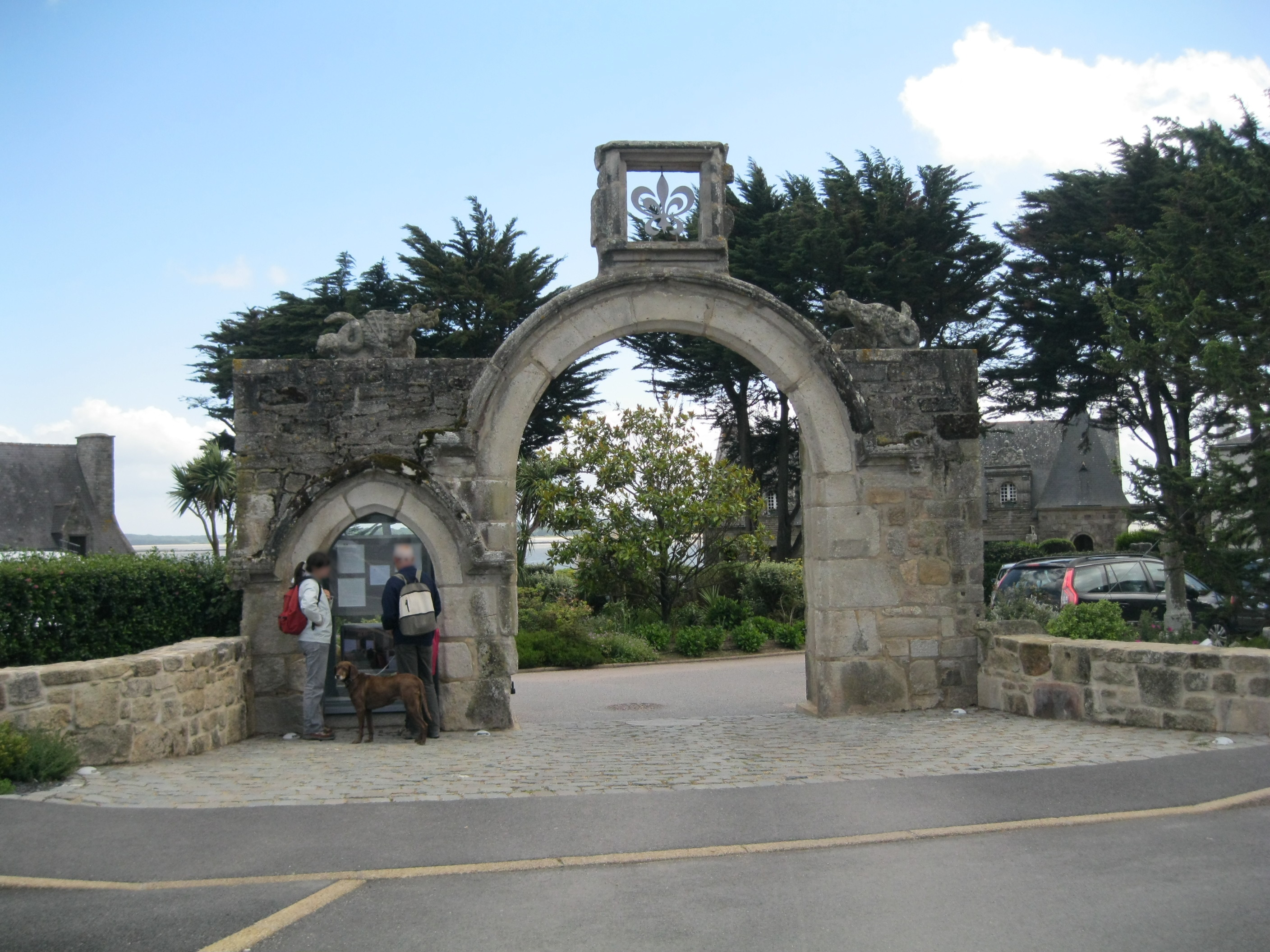
Portail d'entrée du domaine.
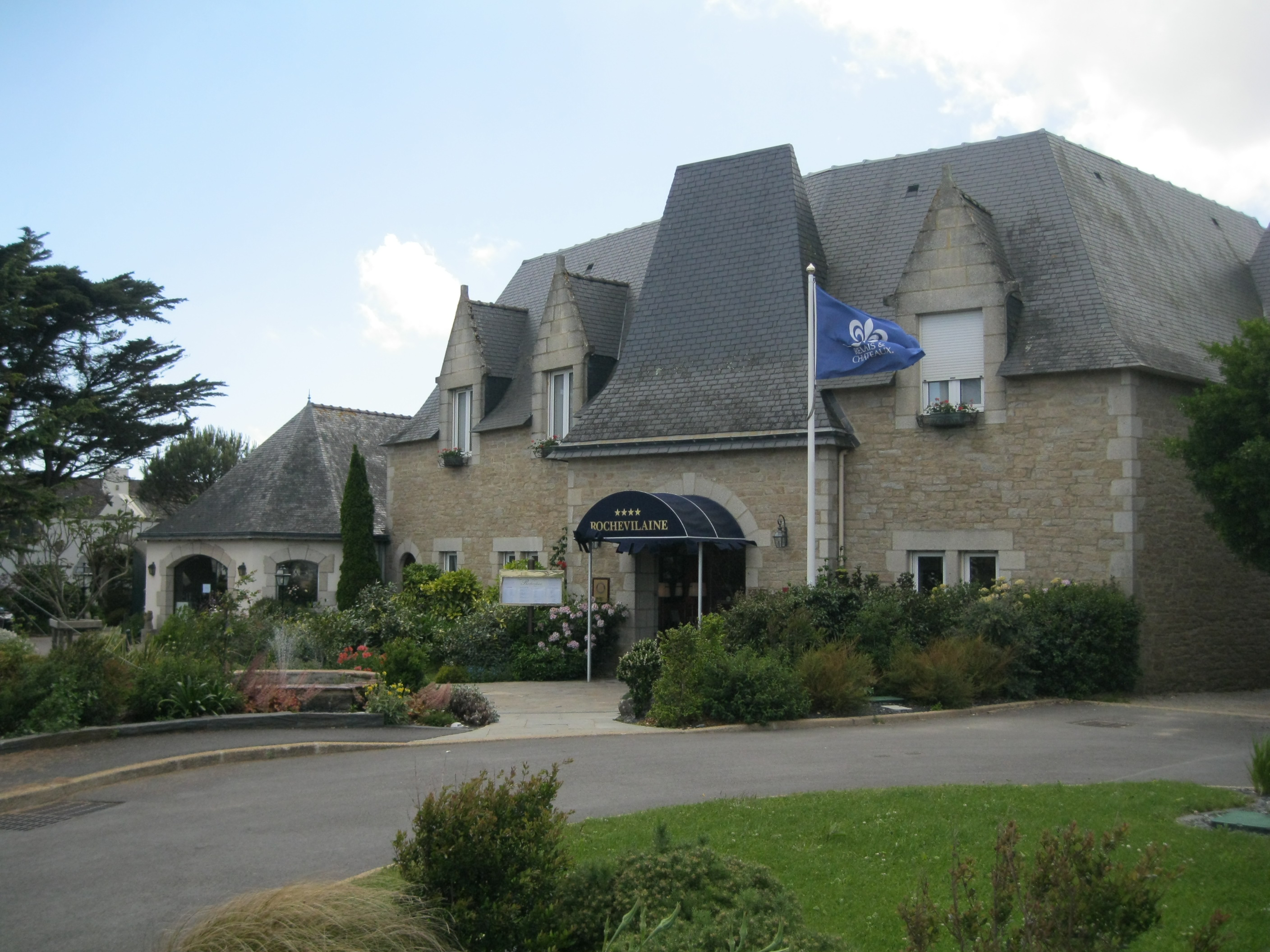
Entrée de l'ensemble hôtelier.
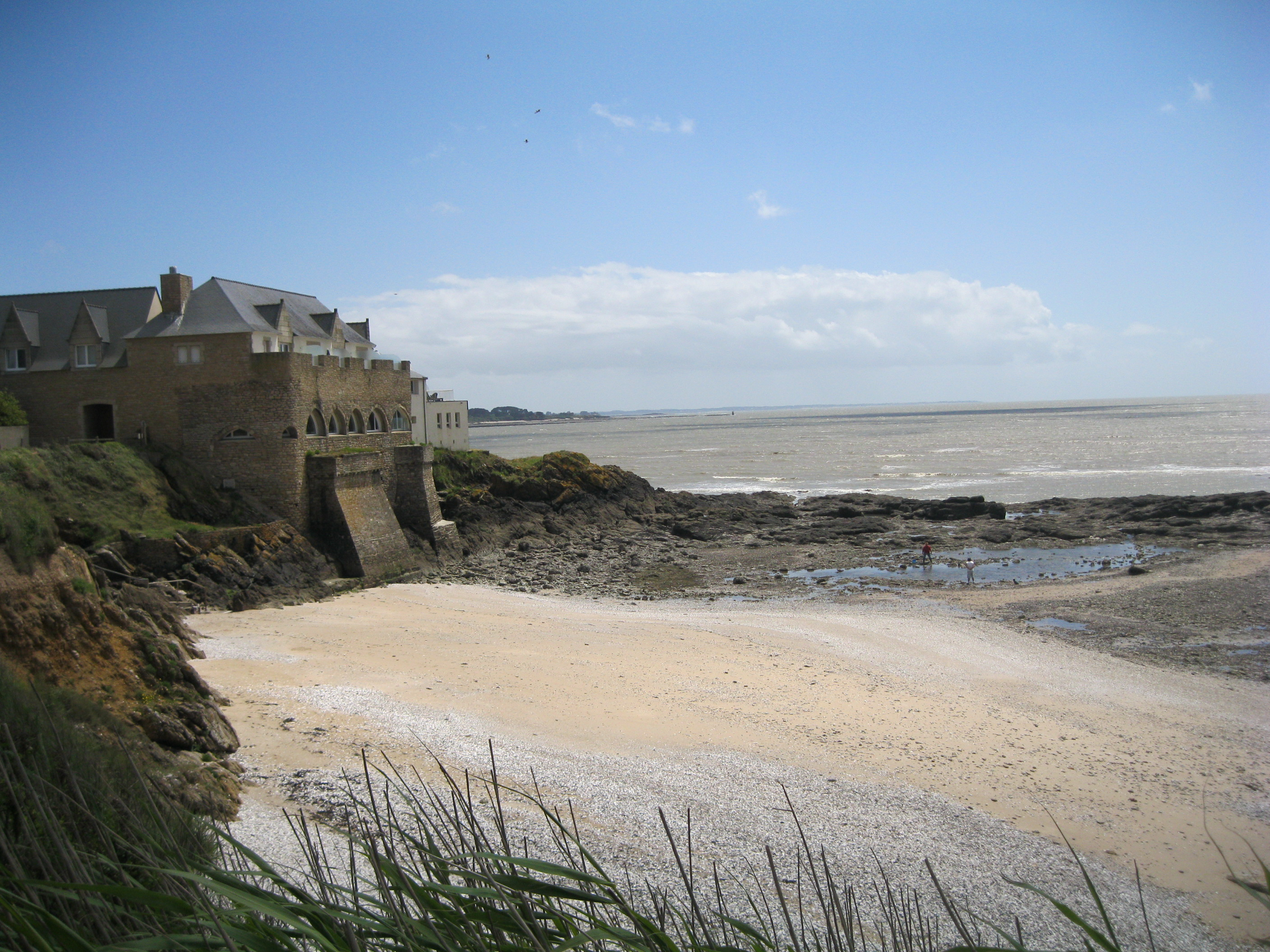
La pointe de Rochevilaine.

## Caractéristiques
- L'hôtel comporte 34 chambres et suites.
- Un « Spa marin »
- Un restaurant 1 étoile Michelin (jusqu'à 2021)[6].